# Matheus Nachtergaele
Matheus Nachtergaele (San Paolo, 3 gennaio 1969) è un attore brasiliano.

## Biografia
È nato e cresciuto a San Paolo del Brasile, figlio di Jean-Pierre Nachtergaele, un musicista jazz d'origini belghe, e di María Cecília, una poetessa e musicista. La donna è morta suicida a ventidue anni, quando il futuro attore aveva solo tre mesi di vita.
Laureato all'Università di San Paolo, vi ha anche frequentato l'annessa scuola di drammaturgia. È diventato uno degli attori brasiliani più noti nel mondo grazie ai tre fortunati film Central do Brasil, 4 giorni a settembre e City of God. Per le sue prestazioni in ambito televisivo, cinematografico e teatrale ha ricevuto l'Ordem do Mérito Cultural.

## Vita privata
È dichiaratamente bisessuale. 

## Filmografia parziale

### Cinema
- 4 giorni a settembre (1997)
- Central do Brasil (1998)
- O Primeiro Dia (1998)
- O Auto da Compadecida (2000)
- City of God (2002)
- Amarelo Manga (2002)
- Da Cor do Pecado (2004)
- Nina (2004)
- América (2005)
- Journey to the End of the Night (2006)
- La Virgen Negra (2008)
- Doce do Pai LULA (2012)
- Serra Pelada (2013)
- Mãe Só Há Uma (2016)
- Zama (2017)
- Operazione Celestina (2021)